# Instytut Wirusologii im. Iwanowskiego
Instytut Wirusologii im. Iwanowskiego (ros. НИИ вирусологии имени Д. И. Ивановского РАМН) – instytut naukowo-badawczy w Moskwie, posiadający status państwowego instytutu badawczego. Powstał w 1944 roku jako jednostka badawczo-rozwojowa Rosyjskiej Akademii Nauk Medycznych. Od roku 1950 nosi imię Dmitrija Iwanowskiego. W 2014 r. Instytut Wirusologii został połączony z Instytutem Epidemiologii i Mikrobiologii im. Nikołaja Gamalei. Instytut prowadzi dokształcanie podyplomowe i posiada prawo nadawania stopni naukowych.

## Literatura
- Москва: Энциклопедический справочник. — М.: Большая Российская Энциклопедия, 1992.